# Nupserha subternigra
Nupserha subternigra är en skalbaggsart som beskrevs av Stefan von Breuning 1960. Nupserha subternigra ingår i släktet Nupserha och familjen långhorningar. Inga underarter finns listade i Catalogue of Life.